# Gizem Emre
Gizem Emre, née le 22 mai 1995 à Berlin, est une actrice allemande d'origine Turque.

## Biographie et carrière
Ses parents sont des alévis originaires d'Erzurum, en Anatolie orientale.
En 2013, Emre fait ses débuts d'actrice dans Trinken oder Ausziehen. Elle se fait connaître en 2013 grâce au rôle de Zeynep dans la comédie Un prof pas comme les autres. Elle conserve ce rôle dans les films Un prof pas comme les autres 2 et Un prof pas comme les autres 3.
Depuis 2014, elle joue le personnage de Dana Gerçan dans la série télévisée Alerte Cobra.

## Filmographie (sélection)

### Cinéma
- 2013 : Un prof pas comme les autres (Fack ju Göhte) : Zeynep
- 2014 : Nicht mein Tag (de) : Sila
- 2014 : Die Deutschlehrerin
- 2015 : Un prof pas comme les autres 2 (Fack ju Göhte 2) : Zeynep
- 2017 : Einmal bitte alles (de) : Linda
- 2017 : High Society (de)
- 2017 : Un prof pas comme les autres 3 (Fack ju Göhte 3) : Zeynep
- 2022 : Rumspringa
- 2023 : Paradise

### Télévision
- depuis 2014 : Alerte Cobra (Alarm für Cobra 11 – Die Autobahnpolizei) (série télévisée)
- 2015 : Super-Dad (de) (téléfilm)
- 2015 : As If We Were Somebody Else (court-métrage)
- 2015 : Homeland (série télévisée, épisode Hospitalité monnayée)
- 2015 : Die Neue (téléfilm)
- 2016 : Soko brigade des stups (SOKO München) (téléfilm, épisode Warmes Bier geht nicht)
- 2016 : Dimitrios Schulze (de) (téléfilm)
- 2017 : Großstadtrevier (de) (série télévisée, épisode Auf eigene Faust)
- 2017 : Zaun an Zaun (de) (téléfilm)